# Suzana Nahirnei
Suzana Nahirnei (Blumenau, 14 de julho de 1994) é uma atleta paralímpica brasileira, conhecida por competir no arremesso de peso e no lançamento de dardo. Compete na modalidade F46 (atletas com deficiência nos membros superiores).

## Carreira
Suzana tem má-formação congênita no braço esquerdo. Faz arremesso de peso desde 2012, quando entrou para o atletismo. Conheceu o esporte paralímpico em uma associação para pessoas com deficiência física e começou no atletismo após um convite dos técnicos da modalidade. Suzana compete pela Associação de Paradesporto de Blumenau (Apesblu).
Suzana estreou em competições pela seleção brasileira de atletismo em maio de 2022, quando participou pela primeira vez de um campeonato internacional, o Grand Prix de atletismo de Nottwil, na Suíça, conquistando ouro no arremesso de peso e bronze no lançamento de dardo. Em outubro, conquistou a medalha de ouro no Open de atletismo paralímpico de Lima, no Peru. Na época, a marca que atingiu a colocava como a quinta colocada do ranking mundial da sua classe (F46) no arremesso de peso. Em 5 de novembro de 2022, fez a terceira melhor marca do mundo da prova de arremesso de peso do Meeting Paralímpico de Atletismo de Florianópolis, na pista de atletismo da Universidade Federal de Santa Catarina (UFSC).
Em junho de 2023, conquistou medalha de ouro no Circuito Brasil Loterias Caixa de Atletismo Paralímpico e bateu o recorde brasileiro de arremesso de peso. No Campeonato Mundial de Para-Atletismo de 2023, em Paris, na França, ocorrido no mês de julho, ficou em 6.º lugar no arremesso de peso e 15.º lugar no lançamento de dardo.